# John Lindquist (regissör)
John Lindquist, född 14 juli 1984 i Stockholm, är en svensk filmregissör. Han har gjort en hel del kortfilmer, serier och musikvideor. Lindquist har bland annat regisserat Olle Ljungströms musikvideo En förgiftad man där Mikael Nyqvist var en av skådespelarna.

## Filmografi
- 2002 – Spötnätet
- 2004 – Skymning
- 2007 – Middagen
- 2009 – En förgiftad man
- 2009 – Labradorregeringen
- 2011 – The Bad Dream
- 2012 – Underpass
- 2014 – Närvaro